# حرة الهتيمة
حَرّة الهتيمه هي حَرّة تقع في السعودية، ضمن نطاق منطقة حائل، وتبلغ مساحة الحَرّة 800 كم2. يقع بها جبل دِهام الذي يرتفع نحو 1292 م، وجبال الحِليان بارتفاع 1195 م، بالإضافة إلى جبل القُفيل 1033 م. من أبرز الفوّهات البركانية الواقعة عليها  «دارة الحمراء» و«النُّعي» و«طابة» و«جبل أم هرّوج».

## الفوّهات البركانية
| الفوّهة       | إحداثيات                                      | القطر بالمتر | العمق بالمتر |
| ------------ | --------------------------------------------- | ------------ | ------------ |
| الهُتيمة      | 27°1′43″N 42°10′5″E / 27.02861°N 42.16806°E   | 1200         | 150          |
| دارة الحمراء | 27°11′20″N 42°22′35″E / 27.18889°N 42.37639°E | 1800         | 150          |
| النُّعي        | 27°10′39″N 42°17′18″E / 27.17750°N 42.28833°E | 1500         | 40           |
| طابة         | 27°1′50″N 42°10′00″E / 27.03056°N 42.16667°E  | 1500         | 35           |
| جبل أم هرّوج  | 27°1′30″N 42°29′40″E / 27.02500°N 42.49444°E  | 1800         | 25           |